# Martin Garlieb Sillem

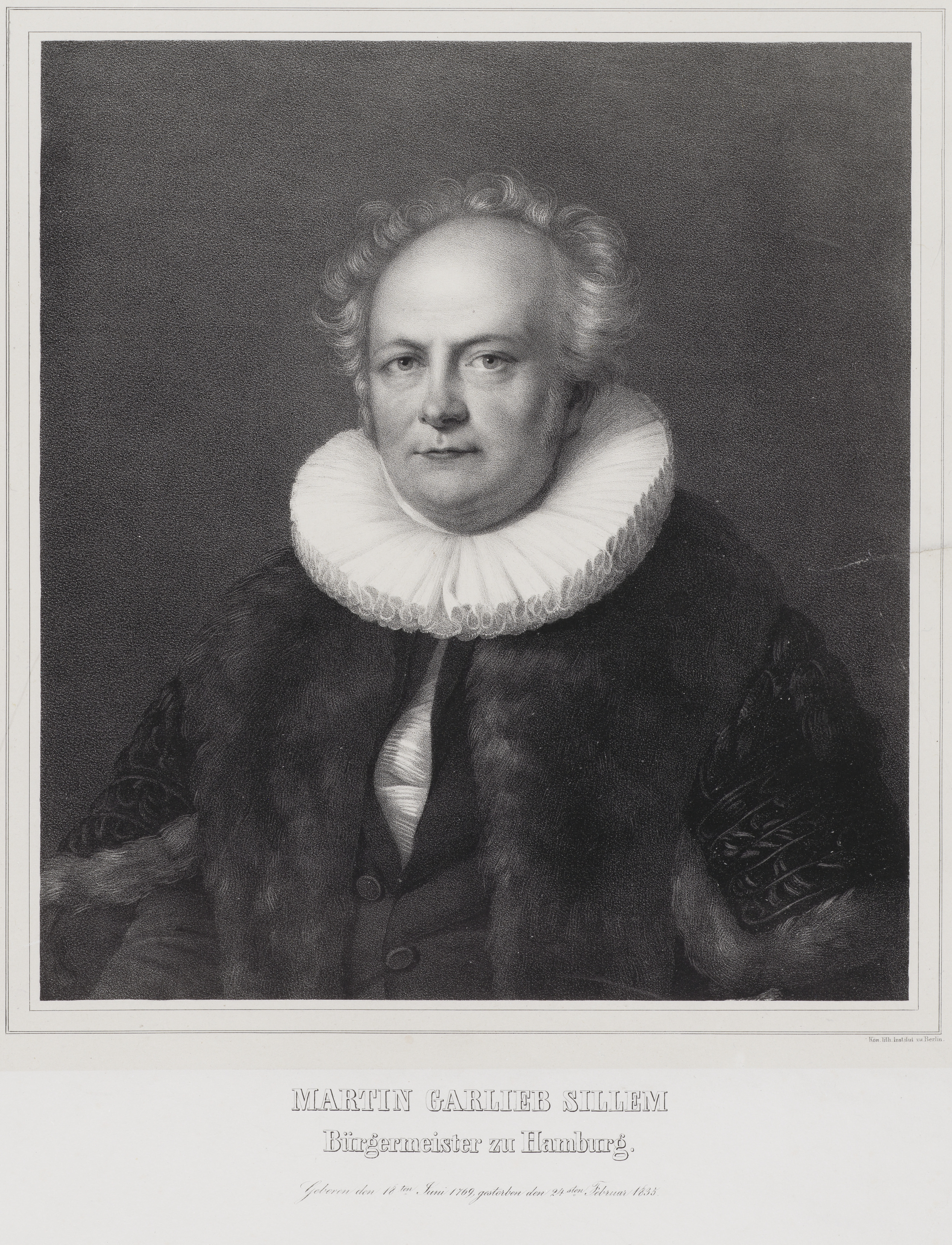

Martin Garlieb Sillem (* 18. Juni 1769 in Hamburg; † 24. Februar 1835 in Hamburg) war ein deutscher Kaufmann und von 1829 bis 1835 Bürgermeister von Hamburg.

## Leben und Wirken
Martin Garlieb Sillem wurde als Sohn von Syndikus Garlieb Sillem und Johanna Margarethe Schele, Tochter des Hamburger Bürgermeisters Martin Lukas Schele, in Hamburg geboren.
Er war in Hamburg als Kaufmann tätig.
Ab 1814 war er Senator und von 1829 bis 1836 Bürgermeister in Hamburg.
Als Senator versuchte er 1813 in Dresden bei Napoleon den Erlass einer Strafzahlung Hamburgs zu erlangen. 1816 reiste er nach Paris, um dort Ersatzforderungen für die Besetzung Hamburgs zu stellen.
1825 heiratete er Charlotte Dorothea Pechlin.